# ひきょたん!!
『ひきょたん!!』は、久遠まことによる日本の漫画作品。『月刊少年エース』（角川書店）にて、2009年10月号より2011年3月号まで連載された。単行本は全3巻。なお、連載終了後に『4コマnanoエース』Vol.1にて番外編が掲載されたが、こちらは単行本未収録となっている。題名の「ひきょたん!!」は、作中に出てくる「秘境探検部」の略である。単行本の装丁（後述）のように、同じ角川書店の作品のパロディ、オマージュがかなり多いことを時折自虐的なギャグにしている。

## ストーリー
境来学園に転校してきた東圭太は、七瀬未来達が立ち上げた秘境探検部に入部したのだが、そこは人があまり踏み入れることがない場所（秘境）を探し求める部であった。

## 登場人物

### 秘境探検部
東 圭太（あずま けいた）
主人公。1年3組。両親の仕事の都合で、境来学園に転校してきた。未来達からの誘いで秘境探検部に入部したものの、行き先が不安気味。部内での扱いは荷物持ち。ゲームが得意であり、転校前は負け知らずだった。
七瀬 未来（ななせ みく）
1年3組。秘境探検部・部長。愛称は「みーちゃん」。髪は茶色のショートでヘアバンドをつけている。元気で好奇心旺盛。
倉崎 彩香（くらさき あやか）
1年3組。髪は灰色のロングヘアで黒のリボンをつけている。ツリ目。愛称は「あやや」。家はお金持ちであり、海外に別荘もある。勝気な性格。お色気の被害に遭うことが多く、その度に制裁を加えている。
夏木 香奈（なつき かな）
1年3組。髪は薄紫色のショート。眼鏡をかけていて、左膝に包帯を巻いている。愛称は「かなっち」。冷静な性格で、本を読んでいることが多い。また、圭太に保健室の用紙と偽って入部届を書かせたり、彩香の色気シーンや圭太と飛鳥のラブシーンを携帯のカメラで撮影するといったあくどい面も併せ持つ。成績は学年トップ。家にゲーム機はないが、ゲームはかなり上手い。阪神タイガースのファンである。
瀬戸口 飛鳥（せとぐち あすか）
1年3組。髪は紺色のツインテール。一見美少女だが、実は男であり、父親とケンカして以来、女として生きていくことを決意した。下着も女性用の物を履いている。幼い頃から空手を習っていたこともあって運動神経が良く、成績も優秀。男女共にファンが多く、下駄箱にラブレターが入っているほどである。家が厳しいという理由で部活に加入せず、今まで孤独であったが、未来達からの励ましもあって、秘境探検部に入部した。性格は真面目であるが、少々ドジな所がある。暗くて不気味な所が苦手。一人称は「僕」。父親と話すときは男言葉になる。

### その他の人物
椎名 美保（しいな みほ）
2巻から登場した女子生徒。通称「ひほたん」。前髪パッツンな黒のロングヘアでツリ目。未来達にとってはライバル的な人物であり、秘境探検部を乗っ取って秘宝探索部を立ち上げようと企んでいる。お嬢様口調だが、雨具がボロボロだったり、ゲームセンターでバイトをしていたりと、貧乏臭さが見受けられる。
宇佐美 佑介（うさみ ゆうすけ）
圭太のクラスメイト。学級委員。
皐月（さつき）
倉崎家のハウスメイド。護衛用に武術を習得している。
飛鳥の父
飛鳥の父親で、極旋流（きょくせんりゅう）空手道場の師範。息子に道場の跡を継がせようとし、男のままであってほしいと願っている。実はスケベであり、掛け軸の裏にエロ本を隠している。
香奈の父
香奈の父親。娘と同様に眼鏡をかけている。本屋「夏木書店」を営業している。

## 用語
秘境探検部
未来達が立ち上げた部で、人があまり踏み入れない場所を探検することをモットーとする。備品は他の部から黙って借りた物である。
境来学園（きょうらいがくえん）
境来市に位置する。部活動が盛んで、特別な理由がない限り部活は強制加入である。部活は5人以上が存続条件である。
秘宝探索部
美保が勝手に妄想している仮想の部で、金になる凄いお宝を求めるのが目的。

## 単行本
レーベルは角川コミックス・エース。表紙の装丁やキャラクターのポーズは何らかの作品のパロディになっている（1巻は『涼宮ハルヒの憂鬱』（原作小説第1巻））、2巻は『バカとテストと召喚獣』、3巻は『新世紀エヴァンゲリオン』第10巻）。
1. 2010年4月26日初版発行 ISBN 978-4-04-715432-2
2. 2010年8月26日初版発行 ISBN 978-4-04-715517-6
3. 2011年2月26日初版発行 ISBN 978-4-04-715629-6